# Rottum (Steinhausen an der Rottum)
Rottum ist der kleinste Ortsteil der Gemeinde Steinhausen an der Rottum im Landkreis Biberach in Oberschwaben.

## Beschreibung
Rottum befindet sich zwischen Ochsenhausen und Bad Wurzach an der L 265. Durch Rottum fließt die Bellamonter Rottum, die sich vier Kilometer flussabwärts in Ochsenhausen mit der Steinhauser Rottum zur Rottum vereinigt.
Zwischen 1100 und 1200 entstand die Burg Rottum. Teile des Ortes wechselten mehrmals mit dem Kloster Rot an der Rot und Ochsenhausen den Besitzer. Die Kirche St. Mauritius wurde im Jahre 1453 errichtet. Im Turm hängt die zweitälteste Glocke des Kreises Biberach von 1471, im Kircheninnern u. a. neben einem wertvollen Kruzifix eine Madonna von Martin Zürn um 1630. Im Jahre 1806 wurde der Ort in das Königreich Württemberg eingegliedert.
Die kirchliche Gemeinde gehört zur Seelsorgeeinheit St. Benedikt in der Diözese Rottenburg-Stuttgart.

## Sehenswürdigkeiten

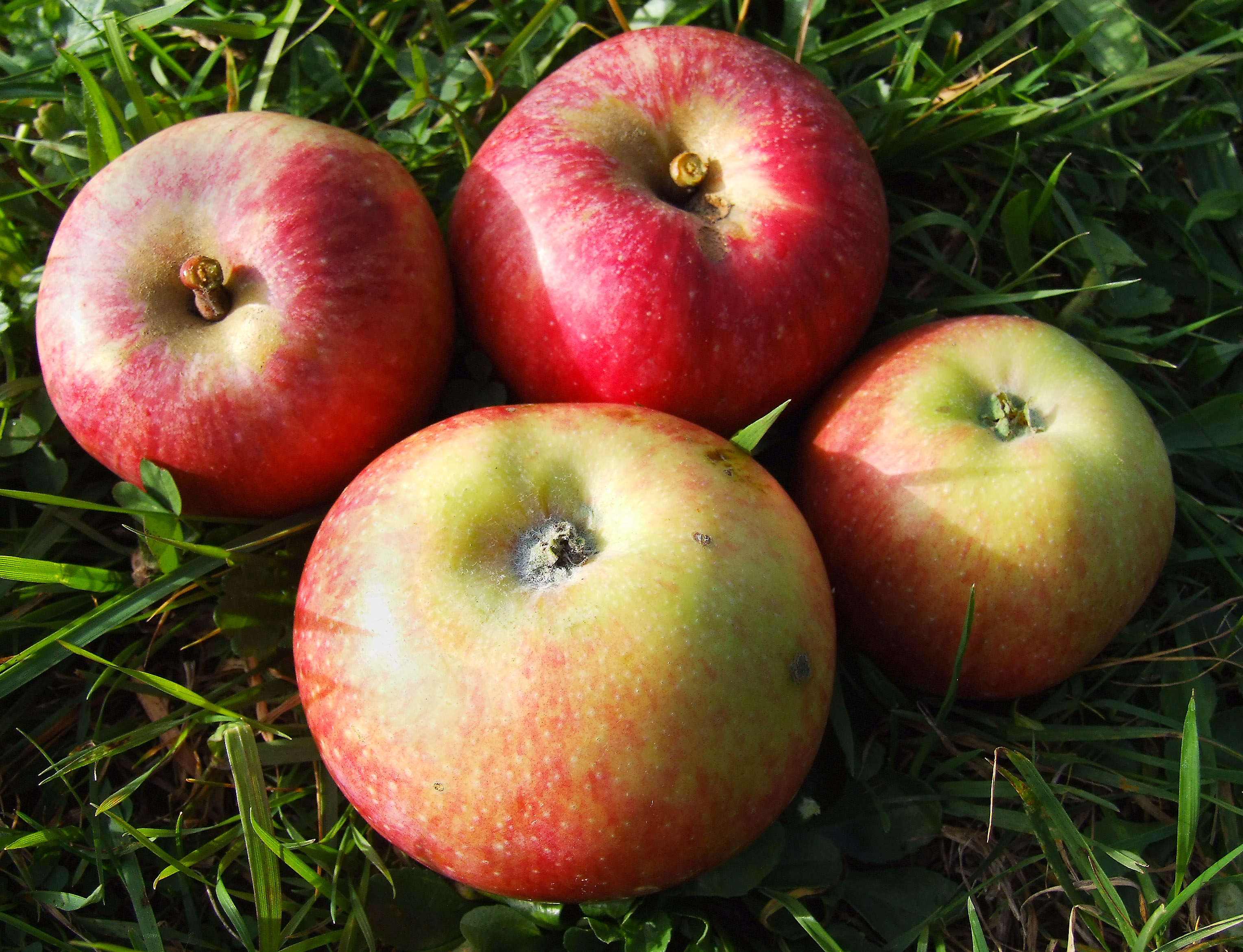
Jakob Fischer

Von der Burg Rottum ist nichts mehr erhalten. Zur Inneneinrichtung der Pfarrkirche St. Mauritius gehört eine Martin Zürn zugerechnete Madonna aus dem Jahre 1630. Auf der Gemarkung, am Wohnplatz Niklas befand sich der 1903 von Jakob Fischer gepflanzte Urbaum der Apfelsorte Jakob Fischer.

## Söhne und Töchter der Gemeinde
- Moritz von Aberle, Theologe und Rektor der Eberhard-Karls-Universität Tübingen
- Jakob Fischer, Erfinder der Apfelsorte Jakob Fischer